# Albertus Constant van der Feltz
Albertus Constant baron van der Feltz (Assen, 2 oktober 1871 – Nice, 21 mei 1952) was een Nederlandse burgemeester.
Van der Feltz werd geboren in Assen, waar zijn vader Jacobus van der Feltz (1825-1904) rechter was. Hij studeerde rechten en promoveerde in 1898 in Leiden. Aansluitend werd hij advocaat in Assen en vanaf 1901 in Deventer. In 1907 werd hij burgemeester van Voorst, een functie die eerder door zijn vader werd vervuld. 
Mr. van der Feltz werd benoemd tot officier in de Orde van Oranje-Nassau. Hij trouwde met jonkvrouw Marie Frédérique Isabelle de Milly van Heiden Reinestein (1880-1959), lid van de familie De Milly. Zij was geboren op Laarwoud als dochter van de Zuidlaarder burgemeester Louis Albert Sigismond Jacques de Milly van Heiden Reinestein. Uit dit huwelijk onder anderen Gustaaf Willem Jacobus van der Feltz, die zijn vader opvolgde als burgemeester.